# Vinalić
Vinalić – wieś w Chorwacji, w żupanii splicko-dalmatyńskiej, w mieście Vrlika. W 2011 roku liczyła 216 mieszkańców.